# 东阳陵
东阳陵，是中国五胡十六国南燕献武帝慕容德的陵墓。
400年，慕容德自称大燕皇帝，建立南燕政权。405年十月初十，慕容德在广固东阳殿去世，防止有人盗墓，当天晚上做了十多个棺材，让慕容德的真棺混杂其间，趁着夜色分别从四个城门偷运出城，潜葬山谷，山东大学历史文化学院李森副教授认为慕容德的陵墓很可能在临淄牛山。